# Nemțeni
Nemțeni – wieś w Mołdawii, w rejonie Hîncești.

## Położenie i opis
Wieś leży nad Prutem, przy granicy mołdawsko-rumuńskiej. Administracyjnie położona jest w rejonie Hîncești, w odległości ok. 82 km na południowy zachód od Kiszyniowa i 48 km na zachód od stolicy rejonu, Hîncești.
Pierwsza wzmianka o miejscowości pochodzi z 1490 r. Wieś nosiła wtedy nazwę Hlăpești. Nazwa Nemțeni nadana została w 1820 r. i wskazuje, iż miejscowość była własnością monasteru Neamț. W 1861 r. w miejscowości, przy parafialnej cerkwi, zamieszkali mnisi z tegoż klasztoru, którzy opuścili Rumunię, by założyć nowy klasztor w rosyjskiej Besarabii.
W pobliżu miejscowości znajduje się leśny rezerwat Nemțeni.
We wsi urodziła się mołdawska radziecka piosenkarka Angela Păduraru oraz polityk i dziennikarz Constantin Tănase.

## Demografia
W 2004 r. we wsi żyło 1877 osób, z czego 1861 zadeklarowało w spisie powszechnym narodowość mołdawską. Pojedyncze osoby zadeklarowały przynależność do narodów rosyjskiego, ukraińskiego, bułgarskiego lub innego.